# Grad Volšperk
Grad Volšperk (nemško Schloss Wolfsberg ali sedaj tudi kot Schloss Henckel-Donnersmarck), stoji na vrhu hriba severno od mesta Volšperk na Koroškem.

## Zgodovina
Posest je bila od leta 1007 v lasti bamberške škofije. Grad je bil prvič omenjen leta 1178 v listini iz samostana sv. Pavla. To je bil predpogoj za razvoj istoimenskega naselja, ki je leta 1289 pravnomočno postalo mesto. Od druge četrtine 14. stoletja do prodaje vseh Bamberških posesti na Koroškem avstrijski državi leta 1759, je grad služil kot rezidenca Bamberškega vicedoma, ki je zastopal škofa pri tamkajšnjih graščinskih zadevah. Stavba, sestavljena iz dveh nepravilnih povezanih kril, je bila zgrajena v 16. stoletju. V trdnjavo so jo v 16. stoletju predelali italijanski mojstri, da bi jo zaščitili pred bližajočimi se Turki. Sočasno se je kompleks razširil za gospodarska poslopja, vhodno poslopje in stolpe. Leta 1561 je bil zgrajen zvonik.
Leta 1846 je posestvo Volšperk pridobil industrijski pionir Hugo Henckel von Donnersmarck, predvsem zaradi bogastva lesa in hidroenergetskega potenciala, ki ju je potreboval za delovanje svojih železarn. Med letoma 1847 in 1853 je dal dvema dunajskima arhitektoma, Johannu Romanu in Augustu Schwandernweinu, grad preurediti v palačo v angleškem tudorskem slogu ter notranjost opremil z dragoceno opremo. Od nekdanje |renesančne stavbe ni videti skoraj ničesar.
Poleg glavne hiše je nekdanja jahalna šola, zgrajena leta 1855 v neoromanskem slogu. Ta je pod spomeniškim varstvom.
Tudi grajski park je iz obdobja gradnje 1850-ih let. Obsežen angleški park je eden najpomembnejših vrtnih arhitekturnih spomenikov v Avstriji in je s številko 7 uvrščen v seznam parkov in vrtov v skladu z 1. členom 12. odstavka o spomeniškem varstvu (Nr. 7 im Anhang zu § 1 Abs. 12 DMSG).
Nepremičnina je od leta 1937 v lasti Kärntner Montanindustrie GmbH, ki dvorane oddaja za prireditve in poroke. Generalni direktor je Andreas Graf Henckel von Donnersmarck. Grajsko restavracijo vodi družina Stölzl.